# تسوتومو ماتسودا
تسوتومو ماتسودا (ژاپنی: 松田 勉؛ زادهٔ ۵ اکتبر ۱۹۸۳) یک بازیکن فوتبال اهل ژاپن است.
از باشگاه‌هایی که در آن بازی کرده‌است می‌توان به باشگاه فوتبال ونتفورت کوفو اشاره کرد.